# Ignazio Giorgi
Ignazio Giorgi, nato Nicolò (dall'età contemporanea anche croatizzato in Ignjat Đurđević o Gjurgjević; Ragusa di Dalmazia, 1675 – 1737), è stato uno scrittore, poeta, traduttore e presbitero dalmata della Repubblica di Ragusa.

## Biografia
Nacque nella nobile famiglia ragusea dei Giorgi, uno dei casati patrizi più notabili della città dalmata. Fu avviato all'ordine gesuita in Italia, presso il quale compì approfonditi studi classici. Rientrato in patria, intorno ai 30 anni passò all'ordine benedettino e adottò il nuovo nome Ignazio, abbandonando quello di battesimo. Divenne abate del monastero sull'isola Meleda.
 
Lasciò poemi, trattati storici, filosofici e scientifici. Scrisse indistintamente in italiano, slavo e latino.
Scrisse poemi lirici d'ispirazione biblica e parafrasi del Salterio. A lui si deve inoltre una raccolta di autori della Repubblica di Ragusa: Vitae et carmina nonnullorum civium Rhacusinorum.

## Opere
- I sospiri di Maddalena penitente (1728)
- Poesie d'amore
- Poesie varie (1728)
- Saltijer slovinski (1729)
- Vitae et carmina nonulloruma civium Rhacusinorum